# Caballero Cubierto de Orihuela
El Caballero Cubierto de Orihuela (Alicante), también llamado Caballero Portaestandarte o Caballero Portaguión, es la persona designada anualmente por la corporación municipal de la ciudad, por su amor y lealtad a la ciudad, para portar el pendón-estandarte que abre la procesión del Santo Entierro de Cristo en Semana Santa.

## Historia
Un caballero cubierto, en principio, es un grande de España que, como tal, gozaba del privilegio de no quitarse el sombrero en presencia del monarca.
El nombramiento de Caballero Cubierto en Orihuela se remonta a tiempos inmemoriales como reza una noticia de un Libro Capitular de 1750. Ese año se designa al regidor Miguel Ángel Azor. Tradicionalmente se dice que en 1620 una bula papal de Paulo V concede el privilegio de no descubrirse al acceder a la catedral de Orihuela a una persona que designara el cabildo de la ciudad, privilegio confirmado por otra bula del Papa Clemente IX, en 1667. Entre otros, fue nombrado Caballero Cubierto Trinitario Ruiz Capdepón en 1896 y el marqués de Rafal, Alfonso de Pardo y Manuel de Villena, en 1909.
Los primeros datos documentados nos remontan al siglo XVII, pues ya en 1687 se declara la preeminencia del personaje que portaba el estandarte en la procesión.
La enseña que porta es de terciopelo negro cortada a semejanza de la bandera de la ciudad. Lleva bordados atributos de la pasión y en su parte inferior el escudo de la ciudad, con el lema otorgado por Pedro IV El Ceremonioso: Semper prevaluit ensis vestris (Siempre prevalecerá vuestra espada).
En 1712 la Cofradía del Santísimo Sacramento retomó la manifestación de la Pasión, que se había interrumpido a causa de la Guerra de Sucesión. A finales del siglo XVIII desapareció la cofradía y se hizo cargo de la procesión el gobierno de la ciudad. En 1956 la Procesión del Entierro se trasladó del Viernes Santo a la tarde del Sábado Santo.
Según Alfonso Lowe el Caballero Cubierto, que en sus inicios debía ser elegido entre la nobleza, cosa no inusual ya que Alfonso V de Aragón concedió título de nobleza a todos los habitantes de la Orihuela de 1437, comparte esta rara distinción con los Seises de Sevilla y la familia Pulgar de Granada.

## Protocolo y procesión del Santo Entierro
Antes de la procesión, a las cinco de la tarde del Sábado Santo, en la Universidad Histórica de Orihuela se celebra un acto público, presidido por el Obispo de la Diócesis y el Alcalde de la ciudad, donde se le entrega al Caballero Cubierto una copia del acta del acuerdo plenario y una placa testimonio de su designación. Termina el acto con un discurso por parte de este.
A continuación se celebra la procesión, la más solemne y protocolaria de la Semana Santa de Orihuela. Visten de riguroso luto todos los participantes. La encabeza el Caballero Cubierto, vestido de sobria etiqueta: frac y chistera o uniforme de gala, según sea civil o militar, acompañado de niños encargados de portar las borlas que adornan la bandera. El Caballero Cubierto va seguido de la Hermandad del Caballero Cubierto, formada por quienes en años anteriores han detentado ese honor, seguidos de filas de alumbrantes, hachones, la talla de San Juan con la Palma, los Alcaldes pedáneos y de barrio, la talla de La Diablesa, de 1695 (de fray Nicolás de Bussy), la Junta Central de la Asociación de Moros y Cristianos, la talla de Cristo Yacente (de José Séiquer Zanón), la Junta Mayor de Cofradías, Hermandades y Mayordomías de la Semana Santa, los Armaos con las lanzas a la funerala, la talla de Nuestra Señora de la Soledad, los Cantores de la Primitiva Pasión Federico Rogel, autoridades, maceros y corporación municipal.
La procesión parte de la Iglesia de las Santas Justa y Rufina y se dirige a la Catedral, pasando por el interior de la misma (donde el Caballero Cubierto ejerce la prerrogativa de no descubrirse) para, tras hacer un recorrido circular por Orihuela, volver a la Catedral, entrando por la Puerta de Loreto.
El 20 de abril de 2011 se erigió una estatua de bronce ataviada con frac y chistera y que sostiene una bandera en la plaza de El Salvador, obra de Pedro Jordán Almarza.

La figura del caballero cubierto, designación anual que realiza el ayuntamiento de la ciudad y que recae en una persona de reconocido prestigio y méritos, preferentemente vinculado de alguna manera a la ciudad de Orihuela. Tiene el privilegio de atravesar el interior de la catedral sin destocarse durante la procesión del Santo Entierro del Sábado santo; al parecer, esta prerrogativa arranca de una bula papal del siglo XVII.
Antonio Colomina Riquelme